# Nové Sady (Ołomuniec)
Nové Sady – dzielnica, część miasta Ołomuniec, położona w kraju ołomunieckim, w powiecie Ołomuniec, w Czechach.